# Rochefourchat
Rochefourchat település Franciaországban, Drôme megyében. Lakosainak száma 2 fő (2022. január 1.). Rochefourchat Pradelle, La Chaudière, Saint-Nazaire-le-Désert és Les Tonils községekkel határos.

## Népesség
A település népessége az elmúlt években az alábbi módon változott:
| Lakosok száma | 6    | 3    | 2    | 1    | 1    | 1    | 1    | 1    | 1    | 2    |
|               | 1968 | 1982 | 1990 | 2006 | 2013 | 2015 | 2017 | 2019 | 2020 | 2022 |